# جو ألاسكي
جو ألاسكي (بالإنجليزية: Joe Alaskey)‏ (مواليد 17 أبريل 1952 - 3 فبراير 2016)، وهو ممثل صوتي أمريكي، بدأ حياته الفنية عام 1977م، واشتهر جو بتمثل وإظهار أصوات شخصيات لوني تونز مثل شخصية باغز باني ودافي داك وتويتي، وغيرهم.

## الأعمال
- من ورط الأرنب روجر
- فورست غامب
- كاسبر
- لوني تونز: باك إن أكشن
- تايني تون
- مغامرات سلفستر وتويتي
- داك المراوغ
- راجراتس
- أولاد كبار
- شيب رايدر

## وصلة خارجية
- جو ألاسكي على موقع IMDb (الإنجليزية)
- جو ألاسكي على موقع ميتاكريتيك (الإنجليزية)
- جو ألاسكي على موقع روتن توميتوز (الإنجليزية)
- جو ألاسكي على موقع قاعدة بيانات الأفلام العربية
- جو ألاسكي على موقع ألو سيني (الفرنسية)
- جو ألاسكي على موقع ميوزك برينز (الإنجليزية)
- جو ألاسكي على موقع أول موفي (الإنجليزية)
- جو ألاسكي على موقع قاعدة بيانات الأفلام السويدية (السويدية)
- جو ألاسكي على موقع أول ميوزيك (الإنجليزية)
- جو ألاسكي على موقع ديسكوغز (الإنجليزية)